# 李钟玄
李钟玄（1918年—2015年1月11日），河南济源人，中华人民共和国军事将领。
1938年，参加八路军，后参加沁阳战役、洛阳战役、登封战役、郑州战役、淮海战役、渡江战役等。中华人民共和国成立后，担任44师副师长，参加朝鲜战争；当时180师被美军围攻，在师长郑其贵指挥失当下，被美军围困后遭歼灭。李钟玄随后担任110师师长，随后成功在黑云吐岭、白岩山阻击美军。并镇守三八线。回国后，担任总参情报部副部长、北京军区副司令员兼北京卫戍区第一副司令员、后兼北京卫戍区政治委员等。1955年，授予大校军衔，曾荣获三级独立自由勋章、二级解放勋章和独立功勋荣誉章。2015年去世。